# Александровский кадетский корпус
Императора Александра II кадетский корпус (до 1903 года — Александровский кадетский корпус) — начальное военно-учебное заведение Российской императорской армии, готовившее подростков к военной службе.

## История
Императора Александра II кадетский корпус ведёт своё начало от 3-й Санкт-Петербургской военной гимназии, созданной по предложению военного министра, последнего генерал-фельдмаршала Российской империи Милютина Д. А. в 1873 году. Открытие в Санкт-Петербурге третьей военной гимназии, было вызвано неотложной потребностью в увеличении контингента молодых людей, подготовленных для поступления в военные училища, необходимостью срочной подготовки для армии офицерских кадров. В 1882 году военная гимназия была преобразована в кадетский корпус, который за заслуги в деле обучения и воспитания кадет в 30-ю годовщину со дня основания 19 февраля 1903 года, был удостоен особой Высочайшей милости, получив новое наименование «Императора Александра II кадетский корпус».
В 1909 г. по инициативе тогдашнего военного министра генерала В. А. Сухомлинова, и других выпускников Александровского Брестского кадетского корпуса, расформированного в 1863 году, состоялось высочайшее повеление о восстановлении памяти Брестского корпуса, чьим преемником было приказано считать Императора Александра II кадетский корпус. 13 мая 1906 было освящено в присутствии Государя Императора корпусное знамя, пожалованное корпусу 16 февраля 1906, в день корпусного праздника – 11 сентября 1904. В Александровский корпус знамя было передано из находившегося на хранении в Александровском военном училище бывшего Александровского Брестского кадетского корпуса и другие предметы. 
Кадетской старшей роте корпуса пожалованы были вензеля на плечевые погоны (генералам, штаб и обер-офицерам и кадетам и нижним чинам 1-й роты, приказ Военного ведомства 1910 N4)
В корпусе с 1902 года учились два сына (князья Константин и Олег) Великого князя Константина Константиновича (главный начальник военно-учебных заведений). В это же время (с 1900 по 1903) воспитывался в интернате корпуса бывший Наследник Сербского Престола Георгий Петрович Карагеоргиевич, а также некоторые персидские принцы и сиамец Тонкдадиу-Момчоу.
Жетон корпуса установлен и Высочайше утвержден 10 октября 1892 г.  Корпусной праздник – 11 сентября (ст. ст.), в день Храмового праздника Святых Сергея и Германа Валаамских.

## Директора корпуса
- генерал-майор Дитрихс, Фёдор Карлович (1873—1878 с небольшим перерывом: с 8 июня по 15 августа 1875 года  должность директора Корпуса исправлял Павел Игнатьевич Рогов[3])
- генерал-майор Рудановский, Константин Васильевич (1878—1900);
- генерал-майор Макшеев, Захар Андреевич (1900—1906);
- генерал-лейтенант Калишевский, Александр Иосифович (1906—1917).

## Известные выпускники
См. также Категория:Выпускники Александровского кадетского корпуса